# Ana Paola López Birlain
Ana Paola López Birlain (Ciudad de México, 21 de septiembre de 1981) es una política mexicana, miembro del Partido Acción Nacional. En dos ocasiones se ha desempeñado como diputada federal. Actualmente se desempeña como diputada local en el Congreso de Querétaro en la LXI Legislatura.

## Reseña biográfica
Ana Paola López Birlain es licenciada en Ciencias Política y Administración Pública por la Universidad Iberoamericana y tiene una maestría en Marketing Político por la Rome Business School.
De 2003 a 2006 se desempeñó en diversas áreas del gobierno de Querétaro, de 2004 a 2005 fue analista en la Secretaría de Contraloría y Desarrollo Administrativo, de 2007 a 2009 fue secretaria particular del gobierno de Querétaro y de 2009 a 2010 en el Congreso de Querétaro.
En 2012 fue elegida diputada federal suplente por la vía plurinominal, siendo propietario de la misma Ricardo Anaya Cortés. Ricardo Anaya solicitó y recibió licencia a la diputación a partir del 4 de marzo de 2014 para participar en la elección de dirigente nacional del PAN como candidato a secretario general, en fórmula con Gustavo Madero Muñoz; en consecuencia Ana Paola López Birlain asumió el 11 de marzo siguiente la diputación como parte de la LXII Legislatura, correspondiendole fungir como secretaria de la comisión de Agricultura y Sistemas de Riego; e integrante de las comisiones de Cultura y Cinematografía; y, de Desarrollo Municipal. Cesó en el cargo el 21 de enero de 2015 en que Ricardo Anaya se reincorporó como diputado federal.
De 2015 a 2018 fue elegida regidora del Ayuntamiento de Querétaro encabezado por Marcos Aguilar Vega, y en el último año fue postulada candidata a diputada federal por el Distrito 5 de Querétaro por la coalición Por México al Frente. Electa a la LXIV Legislatura que culminó en 2021, y en la que es secretaria de la comisión de Economía Social y Fomento del Cooperativismo; e integrante de las de Derechos de la Niñez y Adolescencia; y de Salud.